# Susan Aglukark
Susan Aglukark OC, (Arviat, Nunavut, 27 de janeiro de 1967) é uma cantora inuíte cujas influências das tradições folclóricas inuites presentes nas suas canções misturadas com pop e country a tornaram uma das maiores estrelas musicais do Canadá. O seu single de maior sucesso é "O Siem", que alcançou o nº1 nas tabelas canadianas de música country e adulta contemporânea em 1995. No total, Susan lançou sete álbuns em estúdio e ganhou dois prémios Juno.

## Discografia
- Dreams for You - 1990
- Arctic Rose - 1992
- Christmas - 1993
- This Child - 1995
- Unsung Heroes - 1999
- Big Feeling - 2003
- Blood Red Earth - 2006